# Napalm (album de Xzibit)
Pour les articles homonymes, voir Napalm (homonymie).
Albums de Xzibit
Full Circle
(2006)
Singles
1. Phenom
Sortie : 25 mai 2010
2. Up Out the Way
Sortie : 4 septembre 2012

Napalm est le septième album studio de Xzibit, sorti le 5 octobre 2012. 
Il s'agit de son premier album depuis Full Circle en 2006.
Après l'échec commercial de Full Circle, Xzibit est libéré de son contrat avec Koch Records et décide de se concentrer sur sa carrière d'acteur. Mais en 2009, un nouveau titre fait surface sur iTunes appelé Hurt Locker (en), puis un autre en 2010 nommé Phenom (en), prévus pour son nouvel album MMX. Mais les singles ont eu peu d'impact commercial ce qui pousse Xzibit a changer l'album en MMXI. 
En 2011, il choisit de le renommer Restless 2, puis finalement Napalm après le succès de ce titre.

## Liste des titres
| 1.    | State of Hip-Hop vs. Xzibit (Produit par Butcher)                                         |                                                                             | 3:54 |
| 2.    | Everything (featuring Dr. Dre – Produit par Rick Rock)                                    |                                                                             | 4:07 |
| 3.    | Dos Equis (featuring Game et RBX – Produit par Rick Rock)                                 |                                                                             | 4:05 |
| 4.    | Something More (featuring Prodigy – Produit par Saukrates)                                |                                                                             | 3:42 |
| 5.    | Gangsta Gangsta (Produit par DJ Chill)                                                    |                                                                             | 4:16 |
| 6.    | Forever A G (featuring Wiz Khalifa – Produit par E. Dan)                                  |                                                                             | 3:58 |
| 7.    | 1983 (featuring Tre Joiner – Produit par Insane Wayne)                                    |                                                                             | 3:47 |
| 8.    | Stand Tall (featuring Slim the Mobster – Produit par Symbolyc One et M-Phazes)            | Making Love in the Rain d'Herb Alpert featuring Lisa Keith et Janet Jackson | 4:24 |
| 9.    | Spread It Out (Produit par 21 The Producer)                                               |                                                                             | 3:38 |
| 10.   | Up Out the Way (featuring E-40 – Produit par Rick Rock)                                   |                                                                             | 4:23 |
| 11.   | Napalm (Produit par 1500 or Nuthin')                                                      |                                                                             | 4:15 |
| 12.   | Meaning of Life (Produit par Symbolyc One)                                                |                                                                             | 5:00 |
| 13.   | Louis XIII (featuring King Tee et Tha Alkaholiks – Produit par Dr. Dre)                   |                                                                             | 2:43 |
| 14.   | Enjoy the Night (featuring David Banner, Wiz Khalifa et Brevi – Produit par David Banner) |                                                                             | 3:46 |
| 15.   | Movie (featuring Crooked I, Slim the Mobster et Game – Produit par Akon)                  |                                                                             | 5:10 |
| 16.   | I Came to Kill (Produit par Illmind)                                                      |                                                                             | 3:38 |
| 17.   | Killer's Remorse (featuring Bishop Lamont, Young De et B-Real – Produit par Focus...)     |                                                                             | 4:19 |
| 69:05 |                                                                                           |                                                                             |      |

| Titre bonus | Titre bonus                                                  | Titre bonus | Titre bonus | Titre bonus | Titre bonus | Titre bonus | Titre bonus | Titre bonus | Titre bonus |
| No          | Titre                                                        | Durée       |             |             |             |             |             |             |             |
| ----------- | ------------------------------------------------------------ | ----------- | ----------- | ----------- | ----------- | ----------- | ----------- | ----------- | ----------- |
| 18.         | 1983 Remix (featuring Tre Joiner – Produit par Insane Wayne) | 3:47        |             |             |             |             |             |             |             |
| 72:52       |                                                              |             |             |             |             |             |             |             |             |

| Titres bonus Édition Deluxe | Titres bonus Édition Deluxe                                                                   | Titres bonus Édition Deluxe | Titres bonus Édition Deluxe | Titres bonus Édition Deluxe | Titres bonus Édition Deluxe | Titres bonus Édition Deluxe | Titres bonus Édition Deluxe | Titres bonus Édition Deluxe | Titres bonus Édition Deluxe |
| No                          | Titre                                                                                         | Durée                       |                             |                             |                             |                             |                             |                             |                             |
| --------------------------- | --------------------------------------------------------------------------------------------- | --------------------------- | --------------------------- | --------------------------- | --------------------------- | --------------------------- | --------------------------- | --------------------------- | --------------------------- |
| 19.                         | Throw It Like It's Free (featuring Black Milk, Phats et Tre Capital – Produit par Black Milk) | 3:16                        |                             |                             |                             |                             |                             |                             |                             |
| 20.                         | Crazy (featuring B-Real, Demrick et Jelly Roll – Produit par Jerry Roll)                      | 4:33                        |                             |                             |                             |                             |                             |                             |                             |
| 21.                         | Phenom (featuring Kurupt et 40 Glocc – Produit par Risingson)                                 | 3:26                        |                             |                             |                             |                             |                             |                             |                             |
| 84:07                       |                                                                                               |                             |                             |                             |                             |                             |                             |                             |                             |